# 北方千歲町站
北方千歲町站（日语：／ Kitagata Chitosemachi eki */?）是位於岐阜縣本巢郡北方町，名古屋鐵道揖斐線的鐵道車站（廢站）。

## 歷史
- 1914年（大正3年）3月29日 - 岐北輕便鐵道忠節站至北方町站（後來名為美濃北方站）之間開通，千歲町站啟用[2][3]。
- 1921年（大正10年）11月10日 - 岐北輕便鐵道合併至美濃電氣軌道[4]。成為美濃電氣軌道的北方線。
- 約1927年（昭和2年） - 改名為北方千歲町站。
- 1930年（昭和5年）8月20日 - 美濃電氣軌道與名古屋鐵道（第一代。同年中改名為名岐鐵道，在1935年起再改名為名古屋鐵道）合併。成為名古屋鐵道的車站[5][6]。
- 1991年（平成3年）11月1日 - 成為無人車站[7]。
- 2005年（平成17年）4月1日 - 揖斐線忠節站至黑野站之間被廢除，此站也被廢除[3][8]。

## 車站構造
截至車站廢除前，此站是地面車站，設有1面1線的單式月台。月台靠近黑野一方設有一個出入口。在2011年5月前，此站的站房已經撤走。

### 配線圖
| ← 黑野方向      | 北方千歲町站 站內配線略圖 | → 忠節方向 |
| 图例 参考文献： |                           |            |

## 使用狀況
- 在中提及在1992年度，當時1日平均上下車人次為366人，為除岐阜市內線均一車費區間內各站（岐阜市內線、田神線、美濃町線徹明町站至琴塚站之間）外名鐵所有車站（342站）中排名第289，揖斐線、谷汲線之間（24站）排名第9[1]。

## 車站周邊
車站附近設有一些公寓，車站建設住宅區之中。
- 北方町公所（日语：北方町役場）
- 北方町商店街

## 相鄰車站
名古屋鐵道
■揖斐線
■急行·■普通
北方東口－北方千歲町－美濃北方
- 在1922年（大正11年）前，此站與北方東口站之間曾設有新町站（日语：／）。

## 注腳
1. 1 2  名古屋鐵道廣報宣傳部（編）. . 名古屋鐵道. 1994: 651–653.
2. ↑  「軽便鉄道運輸開始」《官報》1914年4月9日（國立國會圖書館數碼化資料）
3. 1 2  今尾惠介（監修）.  7 東海. 新潮社. 2008: 52-53. ISBN 978-4-10-790025-8 （日语）.
4. ↑  在8月27日已經批准《鉄道省鉄道統計資料. 大正10年度》（國立國會圖書館數碼化收藏）
5. ↑  . 鄉土出版社. 1997: 218. ISBN 4-87670-097-4 （日语）.
6. ↑  名古屋鉄道広報宣伝部（編）. . 名古屋鉄道. 1994: 745 （日语）.
7. ↑  德田耕一. . JTB Can Books. JTB出版. 2005: 96. ISBN 978-4-53305-883-7 （日语）.
8. ↑  德田耕一. . JTB Can Books. JTB出版. 2005: 144. ISBN 978-4-53305-883-7 （日语）.
9. ↑  電氣車研究會，《鐵道畫刊》通卷第473號 1986年12月 臨時增刊号 「特集 - 名古屋鐵道」，附圖「名古屋鐵道路線略圖」
10. ↑  . 鐵道Forum.   [2016-06-11]. （原始内容存档于2023-05-06） （日语）.